# District 11 (Zürich)
District 11 is een stadsdeel van de Zwitserse stad Zürich.
Het district omvat de volgende gemeenten die in 1934 bij de stad werden gevoegd:
- Affoltern
- Seebach
- Oerlikon

Oorspronkelijk bestond district 11 ook uit de (voormalige gemeente) Schwamendingen, maar deze werd in 1971 ingedeeld in een eigen en nieuw district 12.